# París-Niça 1978
La París-Niça 1978 fou la 36a edició de la París-Niça. És un cursa ciclista que es va disputar entre el 5 i l'11 de març de 1978. La cursa fou guanyada pel neerlandès Gerrie Knetemann, de l'equip TI-Raleigh-Mc Gregor, per davant de Bernard Hinault (Renault-Gitane) i Joop Zoetemelk (Miko-Mercier-Hutchinson). Gerrie Knetemann també s'emportà la classificació de la regularitat, Michel Laurent guanyà la muntanya i el conjunt TI-Raleigh-Mc Gregor la classificació per equips.

## Participants
En aquesta edició de la París-Niça hi preneren part 120 corredors dividits en 12 equips: TI-Raleigh-Mc Gregor, Renault-Gitane, Peugeot-Esso-Michelin, Miko-Mercier-Hutchinson, Carlos-Galli-Alan, Flandria-Velda-Lano, Lejeune-BP, Willora-Mairag, Old Lords-Splendor, Teka, Kas-Campagnolo, Fiat. La prova l'acabaren 64 corredors.

## Resultats de les etapes
| Etapes              | Data       | Recorregut                        | Km     | Vencedor d'etapa       | Líder de la general |
| ------------------- | ---------- | --------------------------------- | ------ | ---------------------- | ------------------- |
| Pròleg              | 5 de març  | Le Perreux-Nogent-sur-Marne (CRI) | 8.7 km | Gerrie Knetemann       | Gerrie Knetemann    |
| 1a etapa            | 6 de març  | Créteil-Auxerre                   | 201 km | Gerrie Knetemann       | Gerrie Knetemann    |
| 2a etapa            | 7 de març  | Auxerre-Chalon-sur-Saône          | 197 km | Jacques Esclassan      | Gerrie Knetemann    |
| 3a etapa            | 8 de març  | Chalon-sur-Saône-Sant-Etiève      | 235 km | André Mollet           | Gerrie Knetemann    |
| 4a etapa            | 9 de març  | La Voulte-Plan-de-Campagne        | 231 km | Fedor den Hertog       | Gerrie Knetemann    |
| 5a etapa            | 10 de març | Plan-de-Campagne-Draguignan       | 215 km | Jean-Luc Vandenbroucke | Gerrie Knetemann    |
| 6a etapa, 1r sector | 11 de març | Draguignan-Niça                   | 59 km  | Jacques Esclassan      | Gerrie Knetemann    |
| 6a etapa, 2n sector | 11 de març | Niça-Coll d'Èze (CRI)             | 9.5 km | Gerrie Knetemann       | Gerrie Knetemann    |

## Etapes

### Pròleg
5-03-1978. Le Perreux-Nogent-sur-Marne, 8.7 km. CRI
|   | Ciclista               | Equip                   | Temps   |
| - | ---------------------- | ----------------------- | ------- |
| 1 | Gerrie Knetemann       | TI-Raleigh-Mc Gregor    | 11' 55" |
| 2 | Joop Zoetemelk         | Miko-Mercier-Hutchinson | + 5"    |
| 3 | Jean-Luc Vandenbroucke | Peugeot-Esso-Michelin   | m. t.   |

### 1a etapa
6-03-1978. Créteil-Auxerre, 201 km.
|   | Ciclista               | Equip                 | Temps      |
| - | ---------------------- | --------------------- | ---------- |
| 1 | Gerrie Knetemann       | TI-Raleigh-Mc Gregor  | 5h 29' 25" |
| 2 | Jean-Luc Vandenbroucke | Peugeot-Esso-Michelin | m. t.      |
| 3 | Guy Sibille            | Peugeot-Esso-Michelin | m. t.      |

### 2a etapa
7-03-1978. Auxerre-Chalon-sur-Saône 197 km.
|   | Ciclista          | Equip                 | Temps      |
| - | ----------------- | --------------------- | ---------- |
| 1 | Jacques Esclassan | Peugeot-Esso-Michelin | 5h 09' 17" |
| 2 | Yvon Bertin       | Renault-Gitane        | m. t.      |
| 3 | Eddy Vanhaerens   | Carlos-Galli-Alan     | m. t.      |

### 3a etapa
8-03-1978. Chalon-sur-Saône-Sant-Etiève 235 km.
|   | Ciclista                | Equip                   | Temps      |
| - | ----------------------- | ----------------------- | ---------- |
| 1 | André Mollet            | Miko-Mercier-Hutchinson | 6h 12' 45" |
| 2 | Sean Kelly              | Flandria-Velda-Lano     | + 8"       |
| 3 | Gilbert Duclos-Lassalle | Peugeot-Esso-Michelin   | m. t.      |

### 4a etapa
9-03-1978. La Voulte-Plan-de-Campagne, 231 km.
|   | Ciclista           | Equip                 | Temps      |
| - | ------------------ | --------------------- | ---------- |
| 1 | Fedor den Hertog   | Lejeune-BP            | 5h 41' 46" |
| 2 | Klaus-Peter Thaler | TI-Raleigh-Mc Gregor  | + 1' 38"   |
| 3 | Jacques Esclassan  | Peugeot-Esso-Michelin | m. t.      |

### 5a etapa
10-03-1978. Plan-de-Campagne-Draguignan, 215 km.
|   | Ciclista               | Equip                   | Temps      |
| - | ---------------------- | ----------------------- | ---------- |
| 1 | Jean-Luc Vandenbroucke | Peugeot-Esso-Michelin   | 5h 26' 04" |
| 2 | Sean Kelly             | Flandria-Velda-Lano     | + 6"       |
| 3 | Barry Hoban            | Miko-Mercier-Hutchinson | m. t.      |

### 6a etapa, 1r sector
11-03-1978. Draguignan-Niça, 59 km.
|   | Ciclista          | Equip                   | Temps      |
| - | ----------------- | ----------------------- | ---------- |
| 1 | Jacques Esclassan | Peugeot-Esso-Michelin   | 1h 31' 49" |
| 2 | Wilfried Wesemael | TI-Raleigh-Mc Gregor    | m. t.      |
| 3 | Leo van Vliet     | Miko-Mercier-Hutchinson | m. t.      |

### 6a etapa, 2n sector
11-03-1978. Niça-Coll d'Èze, 9.5 km. CRI
|   | Ciclista         | Equip                   | Temps   |
| - | ---------------- | ----------------------- | ------- |
| 1 | Gerrie Knetemann | TI-Raleigh-Mc Gregor    | 20' 14" |
| 2 | Bernard Hinault  | Renault-Gitane          | + 10"   |
| 3 | Joop Zoetemelk   | Miko-Mercier-Hutchinson | + 26"   |

## Classificacions finals

### Classificació general[1]
|    | Ciclista                | Equip                   | Temps       |
| -- | ----------------------- | ----------------------- | ----------- |
| 1  | Gerrie Knetemann        | TI-Raleigh-Mc Gregor    | 30h 07' 07" |
| 2  | Bernard Hinault         | Renault-Gitane          | + 19"       |
| 3  | Joop Zoetemelk          | Miko-Mercier-Hutchinson | + 31"       |
| 4  | Michel Laurent          | Peugeot-Esso-Michelin   | + 1' 22"    |
| 5  | Yves Hézard             | Peugeot-Esso-Michelin   | + 1' 26"    |
| 6  | Henk Lubberding         | TI-Raleigh-Mc Gregor    | + 1' 57"    |
| 7  | Hennie Kuiper           | TI-Raleigh-Mc Gregor    | + 1' 57"    |
| 8  | Gilbert Duclos-Lassalle | Peugeot-Esso-Michelin   | + 3' 01"    |
| 9  | André Mollet            | Miko-Mercier-Hutchinson | + 3' 02"    |
| 10 | Sven-Åke Nilsson        | Miko-Mercier-Hutchinson | + 3' 10"    |

## Evolució de les classificacions
| Etapa (Vencedor)                        | Classificació general |
| --------------------------------------- | --------------------- |
| 0Pròleg (Gerrie Knetemann)              | Gerrie Knetemann      |
| 0Etapa 1 (Gerrie Knetemann)             | Gerrie Knetemann      |
| 0Etapa 2 (Jacques Esclassan)            | Gerrie Knetemann      |
| 0Etapa 3 (André Mollet)                 | Gerrie Knetemann      |
| 0Etapa 4 (Fedor den Hertog)             | Gerrie Knetemann      |
| 0Etapa 5 (Jean-Luc Vandenbroucke)       | Gerrie Knetemann      |
| 0Etapa 6, 1r sector (Jacques Esclassan) | Gerrie Knetemann      |
| 0Etapa 6, 2n sector (Gerrie Knetemann)  | Gerrie Knetemann      |